# Ministério da Unificação
O Ministério da Unificação (hangul: 통일부; hanja: 統一部; rr: Tong-il-bu; MR: T'ongilbu) é um órgão do governo sul-coreano, que tem como objetivo trabalhar em prol da reunificação da Coreia. Foi estabelecido em 1969 como Conselho Nacional da Unificação, durante o governo de Park Chung-hee. Adquiriu seu estatuto atual em 1998 e desde então tem desempenhado um papel importante na promoção da cooperação, do diálogo intercoreano e do intercâmbio.
Durante a gestão do antigo ministro Yu Woo-ik, o Ministério consistia num gabinete para o planeamento e a coordenação, três departamentos para a política de unificação, o intercâmbio, a cooperação intercoreana e a ajuda humanitária, um departamento especial para o Complexo Industrial de Kaesong e cinco agências afiliadas para a unificação da educação, o diálogo intercoreano, o tráfego entre o Sul e o Norte, a ajuda e acolhimento dos refugiados norte-coreanos e as consultas intercoreanas sobre a cooperação e o intercâmbio. Contudo em 2008, o Ministério sofreu consideráveis reduções, como parte de uma reestruturação do governo.
O atual ministro Hong Yong-pyo e ex-consultor do presidente na Coreia do Norte, foi empossado no cargo a 16 de março de 2015.